# 爆笑問題の深海WANTED
「爆笑問題の深海WANTED」（ばくしょうもんだいのしんかいウォンテッド）は、テレビ静岡（テレしず）で2015年より不定期に制作され、全国ネットで放送されるバラエティ番組である。

## 放送日
| 回 | 放送年月日    |
| -- | ------------- |
| 1  | 2015年5月24日 |
| 2  | 2016年5月22日 |
| 3  | 2017年5月21日 |
| 4  | 2018年5月20日 |
| 5  | 2019年5月19日 |
| 6  | 2020年5月17日 |
| 7  | 2021年5月30日 |
| 8  | 2022年7月3日  |
| 9  | 2023年7月2日  |
| 10 | 2024年7月7日  |

## 放送局
| 放送地域 | 放送局     | 系列                     | 放送時間          | 備考   |
| -------- | ---------- | ------------------------ | ----------------- | ------ |
| 静岡県   | テレビ静岡 | フジニュースネットワーク | 日曜16:05 - 17:20 | 制作局 |
| 秋田県   | 秋田テレビ | フジニュースネットワーク |                   |        |

## 出演者
- 爆笑問題  　MC
- 石垣幸二（沼津港深海水族館館長）　監修
- ハリセンボン
- 大渕愛子
- 藤田ニコル
- マギー
- いとうあさこ
- 新川優愛
- Wエンジン　ロケ出演
- 三四郎
- 鈴木香里武　WANTED7から解説出演

ロケ出演
- 秋元真夏　WANTED10に出演

ロケ出演
- 林田尚親　ナレーション

## スタッフ
第8回（2022年）
- ナレーション - 林田尚親、渡辺明乃
- 監修 - 沖縄美ら海水族館
- 構成 - 桜井慎一 ／ 秋葉高彰、羽田正樹、野口悠介、髙倉隆祐、猿橋英之
- カメラ - 野田勝也 ／ 横山大輔、畠山直人、大塚頼温、古俣智則、福永顕芳
- 音声 - 澤田敦 ／ 森久千陽、國尾太雅、宮内亜弥
- 水中撮影 - 長田勇
- SW - 涌田尚孝
- VE - 藤崎康広
- VTR - 鈴木貴裕
- 照明 - 松浦喬史
- 編集 - 村上柴野、森川隆孝、渡邊寛樹、蜂谷幸平、森泉洋平
- デザイン - 森部道子、八田彩、金子和史、村上紀昭、鵜飼琳
- MA - 梅澤康二
- 音効 - 有木岳人
- 美術 - 春藤梓、岡美里、武田方征
- 大道具 - 山本和成、蒲(鎌)田大祐、伊藤伸朗、大野太地
- 装飾 - 藤生由紀、國母淳一
- メイク - 市川友里恵
- CG - OOD JOB
- 取材協力 - JAMS、長兼丸、本部漁業組合、もとぶつりぐ、マメチ・プロダクション、オフィスエノキド、第二黒潮丸、ドルフィンキック、沖縄ツーリスト、深層水ミュージアム
- 生物周定 - 東海大学海洋学部（田中克彦、佐藤成祥、高見宗広）、国立科学博物館（窪寺）、神奈川県立生命の星・地球博物館（瀬能宏）
- 衣裳協力 - GYDA
- 制作協力 - タイタン、吉本興業、ヴィーポ、Takanoプロモーション、ライターズ・オフィス、フジ・メディア・テクノロジー、IMAGICA Lab.、メディアハウスサウンドデザイン、ビームテレビセンター、フジアール、富士テレネット、Mark's
- 広報 - 中瀬古浩己
- アシスタントディレクター - 鈴木勝斗、吉川葉月
- アシスタントプロデューサー - 小林良憲、勝俣みふじ
- ディレクター - 斎藤佑樹、高野剛彰、矢野俊平
- 演出 - 齊藤嘉一
- プロデューサー - 浅田隆之
- 統括 - 永井学
- 制作著作 - テレしず（テレビ静岡）

### 過去のスタッフ
- 構成 - 利光宏治
- CAM - 涌田尚孝、白石峰郎、小森谷健太朗
- 音声 - 太田宗孝、井川崇
- SW - 細野太郎
- VE - 中原健裕
- 照明 - 藤沼宏彰
- CGオペレート - 伊東健一郎
- VTR - 坂田昌也
- 編集 - 大澤裕也、望月明、池ヶ谷佳澄
- MA - 十河晴香
- 美術 - 内藤佳奈子
- デザイン - 千葉加奈子、戸塚純子
- 制作協力 - オスカープロモーション、ワタナベエンターテインメント、ゴッドフィルムズ、エクサインターナショナル、ビームテレビセンター
- 広報 - 古谷ゆかり、
- アシスタントディレクター - 高野
- アシスタントプロデューサー - 佐藤恭子
- ディレクター - 大野寿之、望月麗央
- プロデューサー - 宇佐美正之
- 統括 - 横山英訓